# 苏嘉塔·辛格
苏嘉塔·辛格（1954年7月20日—），又译苏贾塔·辛格，印度前外交官，曾任印度外交祕書（外交部次長）、印度駐德國大使、印度駐澳大利亞高級專員等職務。

## 经历
苏嘉塔·辛格出生于1954年7月20日。
1976年，加入印度外事服务。
2007年至2012年，任印度驻澳大利亚高级专员。
2015年1月，退休。